# Parabuthus planicauda
Espèce
Synonymes
- Buthus planicauda Pocock, 1889
- Parabuthus capensis frenchi Purcell, 1901

Parabuthus planicauda est une espèce de scorpions de la famille des Buthidae.

## Distribution
Cette espèce est endémique d'Afrique du Sud. Elle se rencontre dans les provinces du Cap-Occidental, du Cap-du-Nord, du Cap-Oriental et d'État-Libre.

## Description
La femelle syntype mesure 78 mm.

## Systématique et taxinomie
Cette espèce a été décrite sous le protonyme Buthus planicauda par Pocock en 1889. Elle est placée dans le genre Parabuthus par Pocock en 1895.

## Publication originale
- Pocock, 1889 : « Notes on some Buthidae, new and old. » Annals and Magazine of Natural History, sér. 6, vol. 3, p. 334–351 (texte intégral).